# 대구화동초등학교
대구화동초등학교(大邱花東初等學校)는 대한민국 대구광역시 달성군에 있는 공립 초등학교이다.

## 역사
- 2004-12-20 대구화동초등학교 및 병설유치원 설립 인가
- 2005-03-01 대구화동초등학교 개교(15학급 개교) 및 초대교장 이종석 부임
- 2005-09-01 1학급 증설(16학급)
- 2006-02-17 제1회 졸업식(70명)
- 2006-03-01 21학급 편성(특수학급 1학급 포함) 유치원 종일반 설립인가(병설유치원 증설 3학급 편성)
- 2006-06-01 교육인적자원부 1, 2학년 영어연구학교 지정 운영기간(~ 2008. 08. 31)
- 2006-07-18 제1회 달성교육청혁신경진대회 교육장상 수상
- 2006-09-06 대구광역시교육청 방과 후 활동 우수교 교육감상 수상
- 2006-12-27 교무업무시스템(NEIS)활용 혁신 우수교 교육감상 수상
- 2007-03-01 1학급 증설 22학급 편성(특수학급 1학급 포함)
- 2007-04-06 2007학년도 달성혁신경진대회 우수상 수상
- 2007-11-20 제6회 창의성 교육실적물 전시회 우수
- 2008-02-05 2007학년도 학교평가 교육인적자원부부총리상 수상
- 2008-02-21 제3회 졸업식(90명) - 총 227명 졸업
- 2008-03-01 1학급 증설 23학급 편성(특수학급 1학급 포함)
- 2008-03-01 제2대 이진길 교장선생님 부임
- 2008-05-03 중앙현관 및 후관 2, 4층 코너 조화 및 나무로 환경설치
- 2008-05-09 운동장 조례대 및 스탠드 차양막 설치
- 2008-06-11 제4회 달성 합창·합주 경연대회 우수
- 2008-06-11 교육과학기술부 초등학교 1, 2학년 영어교육정책 연구학교공개
- 2008-07-11 방송실 보완 시설
- 2008-08-13 보육교실 및 복도 장애인용 손잡이 공사
- 2008-11-14 제10회 달성국악경연대회 우수
- 2008-11-19 보건실 현대화 및 6개 CCTV 설치
- 2008-12-01 교내자율장학활동 공모제 우수교 수상(교육감상)
- 2008-12-17 독서교육 우수교 수상(교육감상, 2008.12)
- 2008-12-19 달성인증제 우수상 및 수리인증제 진보상 수상(교육장상, 2008.12)
- 2009-02-12 제4회 졸업식(84명 졸업, 총311명)
- 2009-02-26 각 교실 창밑 서가대 설치
- 2009-04-03 예절체험실 구축
- 2009-06-02 제5회 달성 합창·합주 경연대회 우수
- 2009-09-09 제2회 학습부진학생책임지도 결과물 심사대회 우수(교육장)
- 2009-10-27 독서통장기계 설치
- 2009-12-21 2009 초등 영어교육 리더학교 선정 최우수
- 2009-12-21 2009 예절·친절교육 우수사례 공모대회 우수
- 2009-12-23 2009 유치원 장학 활동 학교상(대구광역시교육감권한대행 부교육감)
- 2009-12-23 주제가 있는 학교특색 경영 장려
- 2009-12-23 1교 1특색 창의성 교육 우수 학교 선정
- 2009-12-30 2009 유치원 평가 장려 교육장상 수상
- 2009-12-30 "아침수학공부 10분 운영" 장려
- 2010-02-12 제5회 졸업식(88명 졸업, 총 399명)
- 2010-02-19 영어체험교실 전자칠판 설치
- 2010-03-01 2010환경체험교육 프로그램 운영학교 (~2011.02.28)
- 2010-03-01 평생교육학습관 운영 (~2011.02.28)
- 2010-03-01 토요휴업일 중심운영학교 (~2011.02.28)
- 2010-03-01 23학급 편성(특수학급 1)
- 2010-04-02 영어교육 리더학교 교육과학기술부 장관 표창
- 2010-04-28 하루 10분의 기적(KBS 수요기획)본교 아침 수학 10분 지도 성과 방영
- 2010-05-03 한국정보화진흥원 정보윤리운영학교 선정 (~2010.12.14)
- 2010-05-04 대구광역시교육청 친한친구교실 운영(~2011.02.12)
- 2010-06-10 제6회 달성합창ㆍ합주 경연대회 최우수 수상(합창)
- 2010-06-11 대구광역시 과학전람회 우수상 2명 수상
- 2010-06-16 제6회 대구합창ㆍ합주 경연대회 우수 수상(합창)
- 2010-06-21 대구광역시교육청 학부모인터넷교실 운영(~2010.11.26)
- 2010-07-13 제6회 학부모와 함께하는 합창.합주 경연대회 합창부문 우수
- 2010-08-13 학교문화 선도 학교 선정(~2011.02.16)
- 2010-08-16 화단 철책공사(~2010.08.21)
- 2010-08-22 We Class 설치
- 2010-09-16 대구광역시 과학동아리활동 발표대회 금상 2명 수상(교육감)
- 2010-10-12 제12회 달성종합독서발표대회대상 1명, 최우수 2명, 우수 4명 수상
- 2010-10-23 교내 바닥블록 개보수 공사 (~2011.02.23)
- 2010-11-11 제13회 달성학생과학탐구발표대회 금상 2명, 은상 4명 수상
- 2010-11-11 2010 달성과학탐구대회 우수
- 2010-11-12 제12회 달성종합독서발표대회대상 1명, 최우수 2명, 우수 4명 수상
- 2010-11-16 제11회 달성국악경연대회 최우수
- 2010-12-13 2010 예절ㆍ친절교육우수사례 보고서 최우수(교육장)
- 2010-12-16 2010 발명교육 우수학교 우수
- 2010-12-22 유치원 장학활동 공모 장려(교육감)
- 2010-12-22 2010 장학활동 표창(교육감)
- 2010-12-22 2010 방과후 학교 운영 우수 학교 우수(교육감)
- 2010-12-30 2010 초등학교 학교 평가 우수(교육장)
- 2010-12-30 2010 독서ㆍ글쓰기 표창
- 2010-12-30 교수ㆍ학습방법개선 표창(교육장)
- 2010-12-30 아침 수학공부 10분 공부 운영 우수(교육장)
- 2011-01-27 100대 교육과정 공모 우수(교육감)
- 2011-02-16 제6회 졸업식(94명 졸업, 총 493명 졸업)
- 2011-03-01 23학급 편성(특수학급 2학급)
- 2011-03-11 쌀국수 무료시범학교 농림수산식품부농촌정보문화센터(~2011.07. 05)
- 2011-05-26 제7회 달성 합창. 합주 경연대회 합창부문 최우수(교육장)
- 2011-06-04 제10회 날뫼북춤 경연대회 은상(교육장)
- 2011-06-14 제7회 합창 합주 경연대회 합창부문 우수(교육감)
- 2011-09-01 화동역사관 구축
- 2011-11-09 제12회 달성국악경연대회 우수(교육장)
- 2011-12-15 2011 예절 친절교육 우수사례 공모대회 입선(교육장)
- 2011-12-21 특별활동(대구화동초병설유치원) 표창장(교육감)
- 2011-12-21 학교특색 경영 우수(교육감)
- 2011-12-30 2011학년도 ‘아침수학공부 10분’ 장려(교육장)
- 2011-12-30 예절교육 표창장(교육장)
- 2011-12-31 2011년 교육과정 우수학교 (교육감)
- 2012-02-16 제7회 졸업식(96명) 총 589명 졸업
- 2012-02-21 전국 100대 학교문화 우수학교 표창(교육과학기술부)
- 2012-03-01 미래형 과학교실 운영(~2013.2.28)
- 2012-03-01 융합인재교육 시범학교 운영(~2013.2.28)
- 2012-03-01 예절교육거점학교(~2013.2.28)
- 2012-03-01 제3대 김종복 교장선생님 부임
- 2012-03-02 환경보전시범학교(~2012.12.31)
- 2012-05-12 원어민 원격화상 영어수업 운영(~2012.12.8)
- 2012-06-25 2012 온라인 영어교육프로그램 활용 우수 수업사례(교육과학기술부)
- 2012-10-20 제11회 전국 날뫼북춤 경연대회 은상(교육장)
- 2012-10-29 제13회 달성국악경연대회 우수(교육장)
- 2012-12-26 현장교육발전<연구학교> 표창(교육장)
- 2013-02-15 제8회 졸업식(84명) 총673명 졸업
- 2013-03-01 예절교육거점학교(~2014.2.28)
- 2013-03-01 미래형 과학교실 운영(~2014.2.28)
- 2013-06-15 제12회 전국 날뫼북춤 경연대회(은상)
- 2013-07-12 2013 대구광역시교육감배 학교스포츠클럽 달성교육지원청 예선대회(프리테니스 준우승)
- 2013-09-30 제14회 달성국악경연대회(대상)
- 2013-12-26 특색있는 학교경영(우수)
- 2014-02-14 제9회 졸업식(91명) 총764명 졸업
- 2014-03-03 미래형 과학교실 운영(~2015.2.28)
- 2014-03-03 예절교육거점학교(~2015.2.28)
- 2014-07-16 제34회 대구광역시 교육자료전시회(우수)
- 2014-09-05 학교폭력 제로학교(표창)
- 2014-10-14 2014 대구광역시달성교육지원청 교육장배 육상경기대회 여자초등부(종합준우승)
- 2014-10-18 제13회 전국 날뫼북춤 경연대회(우수)
- 2014-11-08 제44회 전국소년체육대회 대비평가대회 초등학교 여자부 육상(준우승)
- 2014-12-03 2014대구광역시교육감배 학교스포츠클럽대회 프리테니스 초혼성부(3위)
- 2014-12-30 장학활동(표창)
- 2015-02-05 2014년 인성교육실청 사례연구대회 대구광역시예선대회(장려)
- 2015-02-17 제10회 졸업식(65명) - 총 829명 졸업
- 2015-03-01 제4대 배성근 교장선생님 부임

## 참고 자료
- 대구화동초등학교 - 한국교육학술정보원 학교알리미